# Helluocolpodes
Helluocolpodes is een geslacht van kevers uit de familie van de loopkevers (Carabidae). De wetenschappelijke naam van het geslacht is voor het eerst geldig gepubliceerd in 2005 door Liebherr.

## Soorten
Het geslacht Helluocolpodes omvat de volgende soorten:
- Helluocolpodes discicollis Liebherr, 2005
- Helluocolpodes helluo (Darlington, 1952)
- Helluocolpodes mucronis Liebherr, 2005
- Helluocolpodes multipunctatus Liebherr, 2005
- Helluocolpodes sinister Liebherr, 2005
- Helluocolpodes vanemdeni Liebherr, 2005